# Dodoni
Dodoni (in greco Δωδώνη?) è un comune della Grecia situato nella periferia dell'Epiro (unità periferica di Giannina) con 10 482 abitanti secondo i dati del censimento 2001. In antichità questo luogo si chiamava Dodona ed era sede di un importante ed ancestrale oracolo.
A seguito della riforma amministrativa detta piano Kallikratis in vigore dal gennaio 2011 che ha abolito le prefetture e accorpato numerosi comuni, la superficie del comune è ora di 658 km² e la popolazione è passata da 1.790 a 10.482 abitanti.